# Seremban
Seremban is de hoofdstad en gemeente (majlis perbandaran; municipal council) van de Maleisische staat Negeri Sembilan. De gemeente heeft 315.000 inwoners (2010). Seremban is traditioneel een centrum van de Minangkabau-cultuur in Maleisië. Seremban onderhoudt een stedenband met Launceston in Australië.

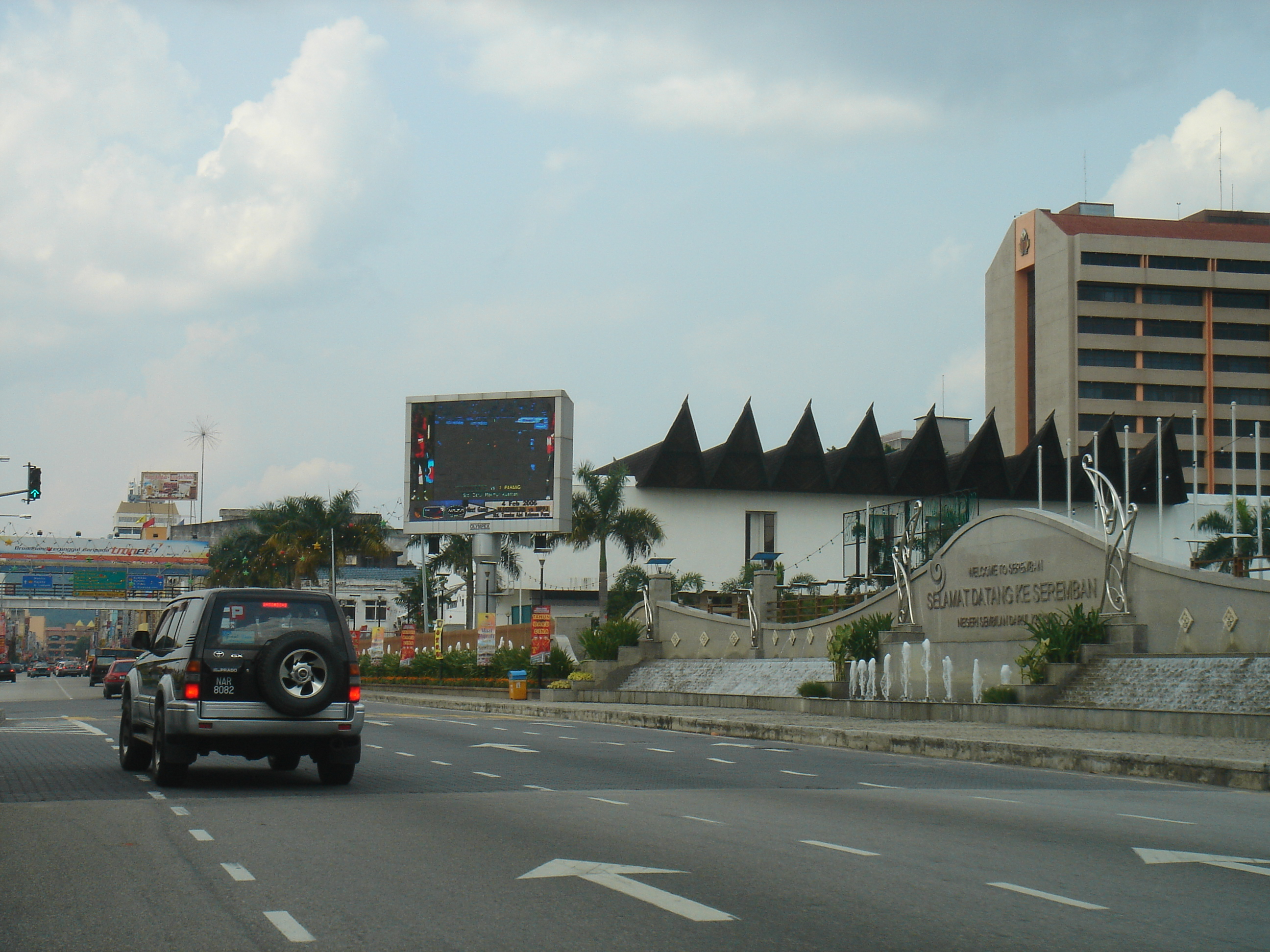
Een straat in Seremban

## Transport
Het station Seremban is al sinds 1890 een van de belangrijkste treinstations langs de spoorlijn van Singapore naar de hoofdstad van Maleisië, Kuala Lumpur. De stad is ook aan belangrijke autowegen gelegen. De belangrijkste autosnelweg van het land, de North-South Expressway, loopt langs Seremban. Deze weg, die van Johor Bahru in het zuiden naar het noorden van Maleisië loopt, is onderdeel van de Aziatische weg 2, die dus ook langs de stad loopt. Deze AH2 is een weg van meer dan 13.000 kilometer lang van Indonesië naar Iran.